# Varm mad - et folkekøkken
|  | Denne artikel er oprettet af botten PalnaBot ud fra en ekstern database. Den kan derfor have sproglige fejl eller mangler. Denne skabelon kan fjernes efter kontrol af indholdet. |

Varm mad - et folkekøkken er en dokumentarfilm fra 1984 instrueret af Cæcilia Holbek Trier efter manuskript af Cæcilia Holbek Trier.

## Handling
Det sidste folkekøkken i København ligger i Lyrskovgade. Villi, som er pensionist og kommer der hver dag, tager os med derhen. Det er en film om mad og kærlighed, sladder, flæskesteg, ensomhed, omsorg, alderdom, venskab og brun sovs.